# 鈴木重則
鈴木重則（1547年—1589年）是日本戰國時代的武將。真田氏家臣。

## 生平
在天文16年（1547年）出生。天正17年（1589年），真田氏與後北條氏之間因為領土而出現爭鬥，後來因為豐臣秀吉的仲裁而停止。
不過北條氏家臣豬俁邦憲違反和議，並以謀略奪去自身守備的上野國名胡桃城。因為城池被奪去而感到羞恥，於是在正覺寺自殺。以此事為契機，豐臣秀吉發動小田原征伐。
因為站立切腹而被評為忠義的武士（通常切腹時都是坐下），記錄流傳在沼田市正覺寺。